# Groszek
Groszek (укр. Горошок) — мережа з 1700 невеликих продуктових магазинів самообслуговування, що діють у Польщі на основі франчайзингу. Діє з 2000 року. Входить до групи «Eurocash».
У травні 2013 року мережа отримала нагороду «Hermes» від журналу «Poradnik Handlowiec» дистриб'юторськими компаніями, роздрібними торговцями, незалежними власниками магазинів та особами, які зробили значний вплив на розвиток галузі.